# Bob Newton (calciatore)
Robert Newton, detto Bob (Chesterfield, 23 novembre 1956), è un ex calciatore inglese, di ruolo attaccante.

## Carriera
Cresciuto nelle giovanili dell'Huddersfield Town, viene aggregato alla prima squadra dei Terriers nel 1973, anno in cui all'età di 17 anni esordisce tra i professionisti giocando 4 partite nella terza divisione inglese: dopo breve tempo subisce tuttavia un gravissimo infortunio che lo tiene lontano dal campo per quasi due anni solari, consentendogli di tornare in campo solamente per la parte finale della stagione 1974-1975, nella quale gioca altre 3 partite in questa categoria. Nel biennio successivo, ripresosi fisicamente, inizia a giocare con maggiore regolarità, segnando in totale 7 reti in 35 partite di campionato giocate; nell'estate del 1977 viene ceduto per 5000 sterline all'Hartlepool Utd, in quarta divisione. Nella sua prima stagione con la nuova maglia realizza 8 reti in 37 presenze tra tutte le competizioni ufficiali, tra le quali spicca una doppietta (la sua prima in carriera) nella vittoria per 2-1 sui londinesi del Crystal Palace nel terzo turno di FA Cup. Rimane nel club fino al 1982 con l'eccezione di due parentesi in prestito nella NASL ai N.E. Tea Men (21 presenze e 14 reti nel 1980) ed ai Jacksonville Tea Men (medesima franchigia che aveva cambiato sede, con cui segna 3 reti in 25 presenze nel 1981), segnando in totale 48 reti in 150 partite giocate nella quarta divisione inglese.
Tra il 1982 ed il 1985 conquista invece due promozioni in tre anni dalla quarta alla terza divisione inglese, la prima con il Port Vale nella stagione 1982-1983 e la seconda con il Chesterfield (con quest'ultimo club vince anche il campionato); torna poi all'Hartlepool United (con cui arriva ad un totale di 184 presenze e 61 reti fra tutte le competizioni ufficiali) in quarta divisione, categoria in cui gioca per alcuni mesi in prestito anche con la maglia dello Stockport County. Nel 1987 gioca invece 8 partite in terza divisione con i Bristol Rovers per poi trascorrere un breve periodo con i semiprofessionisti del Goole Town; successivamente veste la maglia del Boston Utd (27 presenze e 10 reti in quinta divisione), per poi giocare per un biennio nella prima divisione cipriota con l'Template:Calcio APOP Pafos; tra il 1990 ed il 1991 gioca invece nella prima divisione di Hong Kong con Lai Sun ed Eastern. Si ritira definitivamente nel 1993, all'età di 37 anni, dopo un ulteriore biennio trascorso giocando a livello semiprofessionistico nuovamente in patria.

## Palmarès

### Club

#### Competizioni nazionali
- Campionato inglese di quarta divisione: 1

Chesterfield: 1984-1985